# Més irlandesos que els mateixos irlandesos

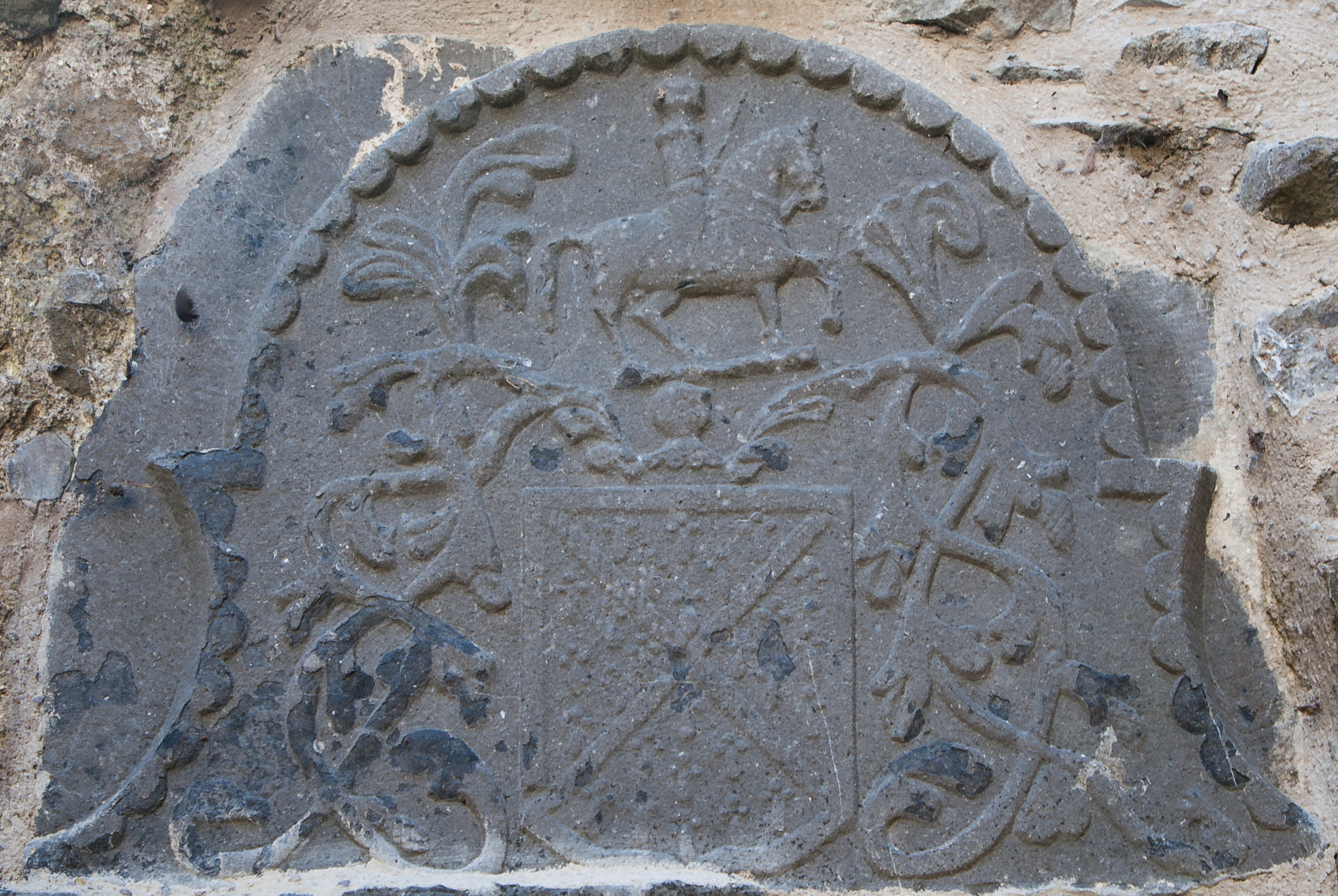
Relleu amb l'escut dels FitzGerald de Desmond al convent franciscà de Buttevant. Gerald FitzGerald, 3r comte de Desmond (conegut en irlandès com Gearóid Iarla) fou el primer exemple de gaelicització dels Hiberno-Normands

«Més irlandesos que els mateixos irlandesos» (en gaèlic irlandès: «Níos Gaelaí ná na Gaeil iad féin»; en llatí: «Hibernis ipsis Hiberniores») era una frase usada en l'edat mitjana irlandesa per descriure el fenomen pel qual els forasters que van arribar a Irlanda al costat de les forces invasores de 1169 van tendir a incloure's en la cultura i la societat irlandeses, adoptant la llengua irlandesa, la seva cultura, la música irlandesa, les vestimentes i la completa identificació amb tot el típic dels nadius de l'illa d'Irlanda.
Aquestes forces, que eren l'exèrcit cambro-normand, estaven associades amb el senyor Richard de Clare (Strongbow), en qualitat de comandant i, el senyor terratinent Hugh de Lacy, al costat de Gilbert de Angulo, un dels seus cavallers. La primera família que així va ser reconeguda va ser la d'Angulo, conegut com a Mac Coisdeala (Gilbert fill de Jocelyn) el nom que se li va donar als seus descendents a Connacht. Es va anglicitzar com a MacCostello, que amb el temps va arribar a ser Costello. Mentre que aquest fenomen estava associat amb els primers invasors, particularment amb els colons anglesos i normands posteriors al segle xii que van arribar a ser coneguts com els vells anglesos, no és tan sovint associat amb les posteriors arribades del segle xvii d'ara endavant.

## Ús en elseglexix
La frase es va mantenir en ús pels nacionalistes romàntics del segle xix per promoure el comú de l'irlandès "Planter and Gael". Un exemple es troba en el poema de 1844 pel membre de la Jove Irlanda, Thomas Davis anomenat The Geraldines, que es refereix a la dinastia FitzGerald:

The Geraldines
.......
Aquests Geraldines! Aquests Geraldines! -No fa gaire respiraven el nostre aire;
No fa gaire s'alimentaven de cérvol, bullit en aigua irlandesa;
No fa gaire que els seus fills havien estat alletats per mares irlandeses;
quan des dels seus plens i genial cors bull un sentiment irlandès!
el monarca anglès s'esforçà en va, per llei, per la força i pel suborn,
guanyar els pensaments irlandesos i mostra aquesta 'més que irlandesa' tribu;
 Per habilitat s'aferraven a l'acolliment, al breitheamh, capa i bard:
Quin rei gosa dir a Geraldine, 'Descarta la teva esposa irlandesa'?
.....

## Ús modern
Tanmateix encara se segueix usant la frase tant en els mitjans com col·loquialment, en referència a la immigració i assimilació a l'illa i en algun grau sobre la diàspora irlandesa (per exemple en The Irish Times Jim Walsh, Dr. Liam Twomey TD, o l'Irish Emigrant) o en converses discutint la relació entre herència cultural de la diàspora i dels irlandesos a Irlanda. Mentre que encara s'usa amb el seu significat original, l'ús contemporani de la frase sovint s'interpreta amb una assimilació oberta o en el cas de la diàspora, amb el manteniment de l'herència irlandesa. S'han dut a terme debats sobre els Oireachtas que demostren l'era i el rang de les seves aplicacions contemporànies.